# Bombylius aurifer
Bombylius aurifer är en tvåvingeart som beskrevs av Osten Sacken 1877. Bombylius aurifer ingår i släktet Bombylius och familjen svävflugor. Inga underarter finns listade i Catalogue of Life.